# Массімо Джакоміні
Массімо Джакоміні (італ. Massimo Giacomini, нар. 14 серпня 1939, Удіне) — італійський футболіст, що грав на позиції півзахисника. По завершенні ігрової кар'єри — футбольний тренер.

## Ігрова кар'єра
Народився 14 серпня 1939 року в місті Удіне. Вихованець футбольної школи клубу «Удінезе». Дорослу футбольну кар'єру розпочав 1957 року в основній команді того ж клубу, в якій провів чотири сезони, взявши участь у 97 матчах чемпіонату. Більшість часу, проведеного у складі «Удінезе», був основним гравцем команди.

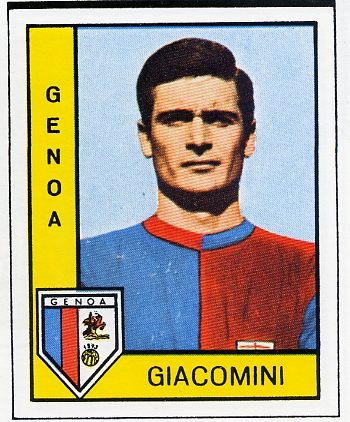
Массімо Джакоміні у 1961 році у формі «Дженоа».

Своєю грою за цю команду привернув увагу представників тренерського штабу клубу «Дженоа», до складу якого приєднався 1961 року. Дебютував за нову команду 3 вересня 1961 року в домашньому матчі проти «Верони» (2:1). З «россоблу» він здобуває перемогу в Серії В сезону 1961/62, а також франко-італійському Кубку Дружби 1963. Всього відіграв за генуезький клуб два сезони своєї ігрової кар'єри. Граючи у складі «Дженоа» також здебільшого виходив на поле в основному складі команди.
У 1963 році перебирається в «Лаціо», а на наступний рік повертається в стан «россоблу».
У 1965 році приєднується до «Брешії», а через рік переходить у «Мілан». З міланською командою завойовує Скудетто 1967/68, але в тому сезоні на полі з'являється лише один раз.
Протягом 1968—1970 років захищав кольори клубу «Трієстина».
Завершив професійну ігрову кар'єру у рідному «Удінезе», куди повернувся 1970 року і захищав її кольори до припинення виступів на професійному рівні у 1973 році.

## Кар'єра тренера
Розпочав тренерську кар'єру відразу ж по завершенні кар'єри гравця, 1973 року, очоливши тренерський штаб клубу «Удінезе» в Серії С.
У сезоні 1974/75 перебирається в Серію D в «Тревізо», здобуваючи перемогу в чемпіонаті і домагаючись виходу в Серію С. В наступному сезоні стає біля керма «Салернітани», але залишає клуб після 10 турів.
Пізніше Джакоміни домагається значних результатів, займаючи посаду головного тренера «Удінезе» і виводячи команду з Сері С в Серію А за два сезони. Крім того, в цьому відрізку він домагається перемоги у англо-італійському кубку і Кубку Італії Серії С. Після цього Джакоміні був запрошений в «Мілан», і в сезоні 1980/81 виводить «россонері» із Серії В в Серію А.
Пізніше тренував «Торіно», «Наполі», «Трієстину», «Перуджу», «Кальярі» (кілька днів), «Венецію», «Брешію».
У сезоні 1987/88 отримує пропозицію від президента «Удінезе» Поццо і втретє очолює команду але звільняє посаду тренера вже після 5 днів.
Після декількох років бездіяльності, в січні 1996 року повертається на тренерську лаву, перебираючись в клуб «Про Горіція» із Серії D і рятуючи команду від вильоту. У наступному сезоні звільняє посаду на початку чемпіонату через негативні результати і вильоту з Кубка Італії. Незабаром приймає рішення завершити тренерську кар'єру. 

## Інша діяльність
Коментував матчі Чемпіонату світу з футболу 1986 роки для Telemontecarlo, а також деякі матчі «Удінезе» на Udinese Channel.
28 серпня 2007 року обійняв керівну посаду в молодіжній школі FIGC після відставки Луїджі Аньоліна, займаючи цей пост до 2010 року, коли його замінив Джанні Рівера.

## Титули і досягнення

### Як гравця
- Чемпіон Італії (1):

«Мілан»:  1967/68
- Володар Кубка Кубків УЄФА (1):

«Мілан»: 1967/68